# Hovops pusillus
Hovops pusillus là một loài nhện trong họ Selenopidae.
Loài này thuộc chi Hovops. Hovops pusillus được Eugène Simon miêu tả năm 1887.